# Les Autres (roman de Simenon)
Pour les articles homonymes, voir Les Autres.
Les Autres est un roman psychologique de Georges Simenon paru en 1962 aux éditions des Presses de la Cité. Il fait partie de la série des « romans durs » de l'écrivain belge.

## Résumé
Deux événements survenus en même temps ont déterminé Blaise Huet à en relater les péripéties, tout en les rattachant à l'histoire de sa famille (centrée sur les autres plutôt que sur lui-même) : d'une part, la mort de son oncle Antoine, juriste éminent, âgé de 72 ans, qui s'est empoisonné la nuit précédant la Toussaint ; d'autre part, le retour inopiné de son cousin Édouard, disparu depuis des années.
Cette espèce de journal n'est en somme que la reprise, sous une autre forme et à travers des circonstances différentes, d'un roman autobiographique que Blaise avait écrit, trois ans plus tôt, et qu'avaient repoussé successivement un éditeur et un écrivain à qui il l'avait soumis. Personnage sans envergure et mari complaisant, Blaise sait qu'il est un médiocre, mais il trouve dans cette lucidité sa propre satisfaction. Irène, sa femme, est superficielle et reçoit les attentions d'un commensal du ménage, Nicolas Macherin, peu exigeant et généreux. 
Les événements auxquels Blaise est mêlé font apparaître la trame plus ou moins secrète des rapports qu'entretiennent entre eux les membres de la famille Huet. Le vieil oncle Antoine est le mari de Colette, jolie nymphomane névrosée que courtise le docteur Jean Floriau, époux de Monique Huet, nièce d'Antoine. Or, Colette, découvrant son mari sans vie, a voulu se suicider en se jetant par la fenêtre, et c'est à Jean Floriau qu'il incombera de la faire hospitaliser, non sans peine. Quant à Lucien Huet, tout différent de son frère Blaise, c'est un croyant sincère ; il est revenu du camp de concentration de Buchenwald où l'avait envoyé une dénonciation anonyme – il travaillait pour la Résistance – que l'on a su plus tard provenir d'Édouard, autre neveu d'Antoine Huet, connu dans la ville pour sa séduction et son entregent à toutes fins. 
On conçoit la tension que crée dans la famille le retour inattendu d'Édouard, escroc, aventurier, repris de justice, qui revient comme une épave dans la maison de Marie, sa femme, qui l'aime toujours et le recueille. C'est elle qui obtient de Blaise qu'il parle à Lucien, car, sans le pardon de ce dernier, point de réintégration possible pour Édouard. Au terme d'une entrevue qui bouleverse les deux frères, Lucien accepte. 
Édouard, qui est l'aîné des Huet, conduira donc le deuil aux funérailles de l'oncle Antoine, célébrées sur ces entrefaites, et c'est lui qui, le même jour, s'entendra désigné par le notaire comme héritier du défunt, avec ses deux cousins Blaise et Lucien. Antoine Huet, fidèle à une promesse faite jadis à sa mère, a légué ses biens aux seuls porteurs mâles du nom de son père. Quant aux autres...

## Personnages
- Blaise Huet, professeur de dessin à l’École des Beaux-Arts de la ville. Marié, pas d’enfants. 40 ans.
- Irène, femme de Blaise
- Lucien, frère de Blaise, metteur en pages au journal « Le Nouvelliste », 36 ans.
- Colette, femme d’Antoine Huet (lequel meurt au début du roman), 41 ans
- Jean Floriau, cardiologue réputé, marié, 38 ans, neveu de Colette
- Édouard Huet, fils d’un frère d’Antoine et cousin de Blaise, 41 ans, sans profession précise, a vécu séparé de sa femme et de son fils
- Monique, sœur d’Edouard et ancienne fiancée de Lucien
- Nicolas Macherin, homme d’affaires, 58 ans.

## Analyse du roman
Écrit par Georges Simenon à Échandens durant l'automne 1961, le roman relate un épisode qui traverse une saga familiale où les drames se vivent à l’étouffée. Le récit de Blaise, écrit à la première personne, couvre les journées du 5 au 9 novembre correspondant à la période entre la mort d’Antoine Huet et l’ouverture de son testament. Un dernier chapitre, daté du 21 mars de l’année suivante, fait le point sur la situation : les choses ont pris, ou repris, leur place.

## Éditions
- Presses de la Cité, 1962
- Tout Simenon, tome 11, éditions Omnibus, 2003  (ISBN 978-2-258-06052-4)
- Le Livre de poche no 12521, 2008  (ISBN 978-2-253-12521-1)
- Éditions Gallimard, Bibliothèque de la Pléiade, volume Pedigree et autres romans, 2009  (ISBN 978-2-07-011798-7).
- Romans durs, tome 11, éditions Omnibus, 2013  (ISBN 978-2-258-09398-0)
- Romans durs, tome 11, Omnibus, 2023  (ISBN 978-2-258-20268-9)